# 北京天使合唱団
北京天使合唱団（ペキンてんしがっしょうだん、中国語: 北京天使合唱团、英語：Beijing Angelic Choir) は中国北京に本拠を置く児童合唱団である。国内だけでなく、海外でも広く公演している。 1995年に米国のN.A.I.R.D.賞（National Association of Independent Record Distributors Award)を得て、世界的にも知られるようになった。 